# Andoflora
Andoflora is een groot bloemen- en plantenevenement dat jaarlijks in mei wordt gehouden in de westelijke Andorrese parochie La Massana. Het evenement draait niet alleen om het verkopen van waren; ook kunst, conferenties, toerisme en dergelijke spelen er een rol.
Tijdens de editie van 2011 werden onder meer een etalage-inrichtingswedstrijd, een tentoonstelling van werk van bloemschikkers Daniel Santamaria en Francesc Porres, een conferentie over verboden planten die nuttig kunnen zijn in de medische wereld, een modeshow, tuinierworkshops, bloemenwandelingen en een gedanste voorstelling van plantaardige kledij georganiseerd.